# Званівська волость
Званівська волость — історична адміністративно-територіальна одиниця Бахмутського повіту Катеринославської губернії із центром у селі Званівка.
Станом на 1886 рік складалася з 16 поселень, 16 сільських громад. Населення — 3167 осіб (1659 чоловічої статі та 1508 — жіночої), 458 дворових господарств.
|                     | Площа, десятин | У тому числі орної, дес. |
| ------------------- | -------------- | ------------------------ |
| Сільських громад    | 2463           | 814                      |
| Приватної власності | 11311          | 2855                     |
| Іншої власності     | 42             | 14                       |
| Загалом             | 13816          | 3683                     |

Поселення волості:
- Званівка — колишнє власницьке село при річці Бахмутка за 25 верст від повітового міста, 286 осіб, 45 дворових господарств, православна церква.
- Переїзне — колишнє власницьке село при річці Бахмутка, 450 осіб, 70 дворових господарств, паровий млин.
- Радивонівка (Старий Млин) — колишнє власницьке село при річці Бахмутка, 831 особа, 70 дворових господарств, лавка.

За даними на 1908 рік у волості налічувалось 30 поселень, загальне населення волості зросло до 10 083 особи (4999 чоловічої статі та 5084 — жіночої), 1517 дворових господарств.